# Associazione Sportiva Cecina 1995-1996
Questa pagina raccoglie le informazioni riguardanti l'Associazione Sportiva Cecina nelle competizioni ufficiali della stagione 1995-1996.

## Rosa
| N. |                   | Ruolo | Calciatore           |
| -- | ----------------- | ----- | -------------------- |
|    | Italia (bandiera) | D     | Gianni Aquilini      |
|    | Italia (bandiera) | C     | Massimo Barsotti     |
|    | Italia (bandiera) | D     | Valerio Barsotti     |
|    | Italia (bandiera) | P     | Leonardo Biondi      |
|    | Italia (bandiera) | C     | Fabio Cafferata      |
|    | Italia (bandiera) | C     | Marco Carloni        |
|    | Italia (bandiera) | D     | Gianluca Catania     |
|    | Italia (bandiera) | D     | Stefano Da Mommio    |
|    | Italia (bandiera) | D     | Luciano Faccilongo   |
|    | Italia (bandiera) | C     | Ferdinando Fornasier |
|    | Italia (bandiera) | A     | Mirco Gallingani     |
|    | Italia (bandiera) | C     | Massimo Garfagnini   |
|    | Italia (bandiera) | C     | Bruno Guardati       |
|    | Italia (bandiera) | A     | Piero Mancuso        |

| N. |                   | Ruolo | Calciatore          |
| -- | ----------------- | ----- | ------------------- |
|    | Italia (bandiera) | A     | Osvaldo Mannucci    |
|    | Italia (bandiera) | C     | Alessandro Oliva    |
|    | Italia (bandiera) | D     | Guido Pagliuca      |
|    | Italia (bandiera) | C     | Leonardo Palmieri   |
|    | Italia (bandiera) | D     | Stefano Papa        |
|    | Italia (bandiera) | A     | Marco Pasqualini    |
|    | Italia (bandiera) | D     | Emanuele Pedroni    |
|    | Italia (bandiera) | A     | Maurizio Pellegrini |
|    | Italia (bandiera) | C     | Massimo Peluffo     |
|    | Italia (bandiera) | A     | Marco Prunecchi     |
|    | Italia (bandiera) | P     | Matteo Quagini      |
|    | Italia (bandiera) |       | Rossi               |
|    | Italia (bandiera) | A     | Gianluca Savoldi    |